# 天保 (西梁)
天保（562年二月—585年十二月）是西梁政權梁明帝萧岿的年号，共计23年餘。
天保二十四年五月，后梁蕭琮即位沿用。

## 纪年
| 天保 | 元年     | 二年     | 三年     | 四年     | 五年   | 六年   | 七年   | 八年   | 九年   | 十年   |
| ---- | -------- | -------- | -------- | -------- | ------ | ------ | ------ | ------ | ------ | ------ |
| 公元 | 562年    | 563年    | 564年    | 565年    | 566年  | 567年  | 568年  | 569年  | 570年  | 571年  |
| 干支 | 壬午     | 癸未     | 甲申     | 乙酉     | 丙戌   | 丁亥   | 戊子   | 己丑   | 庚寅   | 辛卯   |
| 天保 | 十一年   | 十二年   | 十三年   | 十四年   | 十五年 | 十六年 | 十七年 | 十八年 | 十九年 | 二十年 |
| 公元 | 572年    | 573年    | 574年    | 575年    | 576年  | 577年  | 578年  | 579年  | 580年  | 581年  |
| 干支 | 壬辰     | 癸巳     | 甲午     | 乙未     | 丙申   | 丁酉   | 戊戌   | 己亥   | 庚子   | 辛丑   |
| 天保 | 二十一年 | 二十二年 | 二十三年 | 二十四年 |        |        |        |        |        |        |
| 公元 | 582年    | 583年    | 584年    | 585年    |        |        |        |        |        |        |
| 干支 | 壬寅     | 癸卯     | 甲辰     | 乙巳     |        |        |        |        |        |        |

## 参看
- 中国年号列表
  - 其他使用天保年號的政權
- 同期存在的其他政权年号
  - 天嘉（560年正月—566年二月）：南朝陈政權陳文帝陈蒨的年号
  - 天康（566年二月—十二月）：南朝陈政權陳文帝陈蒨的年号
  - 光大（567年正月—568年十二月）：南朝陈政權陳廢帝陈伯宗的年号
  - 太建（569年正月—582年十二月）：南朝陈政權陳宣帝陈顼的年号
  - 至德（583年正月—586年十二月）：南朝陈政權陳後主陈叔宝的年号
  - 太寧（561年十一月—562年四月）：北齊政权齊武成帝高湛年号
  - 河清（562年四月—565年四月）：北齊政权齊武成帝高湛年号
  - 天統（565年四月—569年十二月）：北齊政权齊後主高纬年号
  - 武平（570年正月—576年十二月）：北齊政权齊後主高纬年号
  - 隆化（576年十二月）：北齊政权齊後主高緯年号
  - 德昌（576年十二月）：北齊政权安德王高延宗年号
  - 承光（577年正月—三月）：北齊政权幼主高恆年号
  - 武平（578年）：北齊政权范阳王高绍义年号
  - 保定（561年正月—565年十二月）：北周政权周武帝宇文邕年号
  - 天和（566年正月—572年三月）：北周政权周武帝宇文邕年号
  - 建德（572年三月—578年三月）：北周政权周武帝宇文邕年号
  - 石平（577年十一月）：北周時期領導劉沒鐸年号
  - 宣政（578年三月—十二月）：北周政权周武帝宇文邕年号
  - 大成（579年正月—二月）：北周政权周宣帝宇文赟年号
  - 大象（579年二月—580年十二月）：北周政权周靜帝宇文衍年号
  - 大定（581年正月—二月）：北周政权周靜帝宇文衍年号
  - 开皇（581年二月—600年十二月）：隋朝政权隋文帝杨坚年号
  - 延昌（561年—601年）：高昌政权麴乾固年号
  - 開國（551年—568年）：新羅真興王之年號
  - 大昌（568年—572年）：新羅真興王之年號